# Đặng Cảnh Khanh
Đặng Cảnh Khanh hay Đặng Vũ Cảnh Khanh là một nhà nghiên cứu về xã hội học, xã hội học thanh niên và thanh niên học người Việt Nam. Ông hiện đang là Viện trưởng Viện nghiên cứu truyền thống và phát triển, và trưởng khoa Khoa Xã hội-Nhân văn của Đại học Thăng Long.
Ông từng giữ chức Viện trưởng Viện nghiên cứu Thanh niên, Phó giám đốc Học viện Thanh thiếu niên Việt Nam.
Ông là một người tài hoa, ngoài sự nghiệp nghiên cứu ông còn chơi đàn piano, vẽ tranh, viết thư pháp, viết văn bia, câu đối. Các câu đối của ông viết hiện nay đã được khắc tại rất nhiều nơi như: đền Nam Hải thần vương (Đảo Hòn Dáu - Đồ Sơn - Hải Phòng), văn bia tại Đài tưởng niệm chiến thắng Đồng Xoài - Bình Phước....

## Tiểu sử
Đặng Cảnh Khanh sinh năm 1947 tại xã Xuân Hồng, huyện Xuân Trường, tỉnh Nam Định, là con trai thứ hai của giáo sư Vũ Khiêu và bà Nguyễn Thị Quý.
Năm 1978, ông tốt nghiệp Đại học Tổng hợp Hà Nội chuyên ngành Triết học. Năm 1986, ông bảo vệ thành công luận án tiến sĩ ngành Xã hội học tại Viện Hàn lâm Khoa học Bungari; trở thành tiến sĩ xã hội học đầu tiên của miền Bắc Việt Nam. Năm 2006, ông được phong học hàm giáo sư.

### Sự nghiệp
Từ năm 1964 - 1967, ông công tác tại Trường Tuyên huấn Trung ương. Đồng thời trong khoảng thời gian này, ông là Phóng viên của Việt Nam Thông tấn xã tham gia chiến trường Quảng Trị, tham gia đưa tin về 72 ngày đêm bom B52 tại Hải Phòng.
Từ năm 1975 - 1986, ông làm nghiên cứu viên thuộc Viện Khoa học Xã hội Thành phố Hồ Chí Minh, sau đó học nghiên cứu sinh tại Viện Hàn lâm Khoa học Bulgaria.
Năm 1986 - 1989, ông giữ chức vụ Trưởng phòng Nghiên cứu Lý luận và Lịch sử Xã hội học, Viện Xã hội học, Ủy ban Khoa học xã hội (Viện khoa học xã hội Việt Nam).
Năm 1988 - 1996, ông giữ chức Phó vụ trưởng Vụ Chính sách xã hội - Ban Kinh tế Trung ương.
Từ năm 1996 - 2006, ông là Viện trưởng Viện nghiên cứu Thanh niên - Phó giám đốc Học viện Thanh thiếu niên Việt Nam - TW Đoàn Thanh niên Cộng sản Hồ Chí Minh.
Từ năm 2006 đến 2012, ông là phó chủ tịch HĐQL, chủ tịch hội đồng khoa học Viện nghiên cứu Truyền thống và Phát triển.
Từ tháng 1/2012 đến nay, ông giữ đảm nhiệm chức vụ Viện trưởng Viện nghiên cứu Truyền thống và Phát triển.
Hiện nay ông đang tham gia công tác quản lý và giảng dạy tại trường Đại học Thăng Long Hà Nội. Trưởng khoa Khoa học xã hội  - Đại học Thăng Long Hà Nội.

### Gia đình
Năm 1974, ông kết hôn với bà Lê Thị Quý, cũng là một giáo sư về xã hội học, một trong những nhà khoa học đi đầu trong lĩnh vực nghiên cứu về giới, nữ quyền, gia đình học và xã hội học gia đình.
Ông có một người con trai là Đặng Vũ Cảnh Linh, cũng là một nhà nghiên cứu, đồng thời là nhà báo, nhạc sĩ được biết đến với bút danh Hàn Vũ Linh

## Nghiên cứu

### Công trình đã xuất bản[6]
1. Về sự phê phán xã hội học tư sản. 1987.
2. Những nhân tố phi kinh tế - xã hội học của sự phát triển. Nhà xuất bản Thế giới. 1996.
3. Sống và làm việc theo Pháp luật - Một số vấn đề giáo dục pháp luật cho Thanh niên. Nhà xuất bản Thanh niên. 1997.
4. Ngăn chặn ảnh hưởng của văn hóa phẩm đồi trụy đổi với Thanh niên. Nhà xuất bản Thanh niên. 1997.
5. Khả năng tái hóa nhập của trẻ lang thang về gia đình và cộng đồng. Nhà xuất bản Chính trị Quốc gia. 1999.
6. Thế hệ trẻ Việt Nam - Nghiên cứu lý luận và thực tiễn. Nhà xuất bản Lao động Xã hội. 2001.
7. Tổng quan tình hình thanh niên. Nhà xuất bản Thanh niên. 2001.
8. Đoàn Thanh niên cộng sản Hồ Chí Minh với công tác chăm sóc và giáo dục trẻ em có hoàn cảnh đặc biệt khó khăn. Nhà xuất bản Thanh niên. 2002.
9. Gia đình, trẻ em và sự kế thừa các giá trị truyền thống. Nhà xuất bản Lao động xã hội. 2003.
10. Nguồn nhân lực trẻ các dân tộc thiểu. Nhà xuất bản Thanh niên. 2006.
11. Xã hội học Thanh niên. Nhà xuất bản Chính trị quốc gia. 2006.
12. Gia đình học. Nhà xuất bản Lý luận Chính trị và Truyền thông. 2008.
13. Triết lý con người, triết lý phát triển. Nhà xuất bản Dân trí. 2010.
14. Tội phạm vị thành niên. Nhà xuất bản Dân trí. 2018.